# Gabrče
Gabrče este o localitate din comuna Divača, Slovenia, cu o populație de 36 de locuitori.